# Atentado de Los Cadetes
El Atentado de Los Cadetes fue un intento de magnicidio en contra del presidente guatemalteco Manuel Estrada Cabrera que ocurrió el 20 de abril de 1908, casi un año exacto después de otro intento de magnicidio en su contra, conocido como el Atentado de La Bomba.  El atentado, perpetrado por el cadete Víctor Manuel Vega, durante un acto oficial en el Palacio de Gobierno fracasó, y como resultado, la Escuela Politécnica Militar de Guatemala fue clausurada y derrumbada, los miembros de la promoción de Víctor Manuel Vega fueron fusilados y se desató una represión sin precedentes en el país.

## Reseña histórica

### Antecedentes

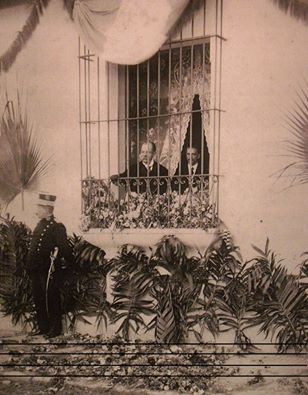
El presidente Estrada Cabrera observando una celebración procesional desde la ventana de su residencia. Esto era cotidiano antes del atentado de los cadetes de 1908, tras el que el mandatario se refugió en su mansión de «La Palma» en las afueras de la ciudad.

En abril de 1907 se produjo el Atentado de La Bomba, del que salió ileso el presidente Estrada Cabrera, y cuyas represalias fueron terribles no solamente para los autores intelectuales y materiales, sino que para sus familias y numerosos implicados inocentes.
Para 1908 el gobierno cabrerista mantenía su régimen dictatorial y el servilismo estaba en su apogeo; de hecho, la iglesia de Santo Domingo había cambiado el recorrido de su solemne procesión de Viernes Santo para pasar frente a la casa de habitación del presidente, situada en la 7.ª avenida sur de la Ciudad de Guatemala. Esta circunstancia fue tenida en cuenta por varios cadetes y oficiales de la Escuela Politécnica, quienes advirtieron que el capirote del traje de cucurucho —que por esos años cubría el rostro de los penitentes— era ideal para esconder a posibles conspiradores. Los cadetes concibieron un plan sencillo: aprovechando que la procesión iba a pasar frente a la casa del presidente, irían disfrazados de cucuruchos, invadirían la casa presidencial y apresarían a Estrada Cabrera. Pero para el Miércoles Santo de ese año los conjurados estaban presos: dos de ellos, durante una borrachera en una fonda, habían hablado de más y terminado en la cárcel. Estrada Cabrera, una vez que supo de la conjura, puso palizadas frente a su casa, prohibió que la procesión pasara enfrente y prohibió el uso de los capirotes en el traje de cucurucho. Uno de los delatores fue el oficial Roderico Anzueto Valencia, agente de Estrada Cabrera.

### Atentado

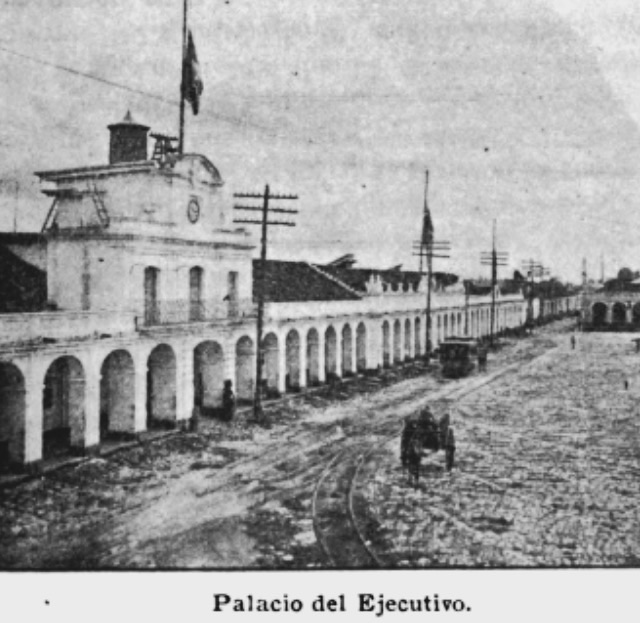
Antiguo Palacio Real colonial en 1907. Un nuevo palacio fue construido en 1896 por el presidente José María Reina Barrios en la huerta del antiguo Palacio Real, pero las ceremonias protocolarias se realizaban todavía en los salones del viejo Palacio.

El 20 de abril de 1908 estaba planificada la recepción oficial del nuevo ministro plenipotenciario de Estados Unidos, Mr William Heinke, en el Palacio de Gobierno; esas recepciones se realizaban en el salón de honor del Ministerio de Relaciones Exteriores, en el viejo palacio colonial y en ellas montaban guardia los cadetes de la Escuela Politécnica, que acababan de relevar a la guardia de línea, que se trasladó al patio del Palacio. De hecho, Estrada Cabrera era muy aficionado a que los cadetes prestaran sus servicios en exhibiciones públicas oficiales.
Estrada Cabrera, vestido de rigurosa etiqueta, llegó a la puerta del salón en el palacio en su coche de punto; el imaginaria avisó a la concurrencia, y el presidente bajó del coche, y atravesaba el corredor público frente al Pabellón Nacional cuando sonó un disparo. El cadete de la Escuela Politécnica Víctor Manuel Vega, en venganza por la prisión y las torturas de sus jefes y amigos, en lugar de presentar el arma le disparó a Estrada Cabrera a quemarropa, pero el proyectil solo hirió a éste en el dedo meñique de la mano izquierda. Por una casualidad increíble, el presidente se salvó porque el corredor público era muy estrecho, y cuando pasó frente a la bandera se quitó el sombrero de copa y apartó la tela de la insignia con la mano izquierda justo cuando salía el disparo de Vega.  Estrada Cabrera se tiró al suelo y rápidamente se arrastró hasta la esquina más próxima y se metió a la primera oficina del Ministerio de Relaciones Exteriores, donde se puso a salvo. Allí se le unieron el ministro de Relaciones Exteriores, Juan Barrios M. —revólver en mano— y el subsecretario Felipe Estrada Paniagua, además de algunos soldados.   Posteriormente fue tratado por los médicos, y salió aun balcón del Palacio para calmar a los ciudadanos y evitar que se produjera la anarquía al saberse de su supuesta muerte.
La guardia del presidente reaccionó de inmediato, atacando a la Compañía entera de los Cadetes que montaba guardia, hiriendo y matando a varios de ellos, mientras que el resto fue conducido a los calabozos o logró refugiarse en casas vecinas. Los oficiales a cargo del Estado Mayor presidencial eran: general José María Orellana, coronel Mauro de León, tenientes coroneles Ernesto de León y Juan B. Arias, comandante Carlos Jurado, capitán Lisandro Anleu y  Silvano Miralles. Fue precisamente Anleu quien mató al cadete Vega en el lugar donde intentó perpetrar el magnicidio, quien cayó a los pies de la comitiva de Estrada Cabrera, quedando tendido entre el corredor y la alfombra de  la subsecretaría de Relaciones Exteriores.  Sin embargo, Anleu —quien era familiar del presidente Estrada Cabrera— víctima de un tiro de revólver.
De acuerdo al periódico oficialista La Mañana, agentes conservadores empezaron a propalar la falsa noticia de que el presidente había muerto de dos disparos al vientre y uno a la cabeza, implicando de esta forma que Vega no había actuado solo sino que el ataque se traba de un complot.

### Consecuencias

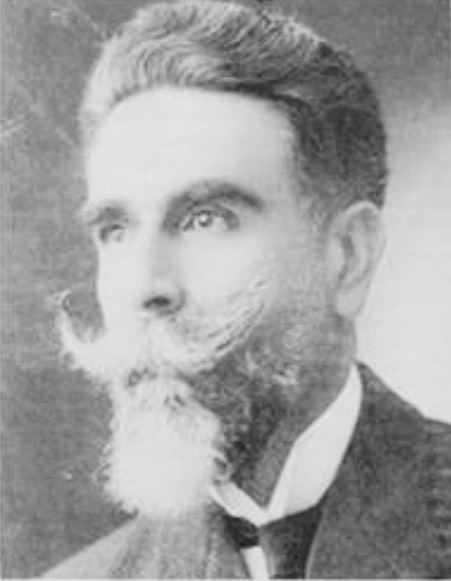
José Azmitia en la década de 1920.

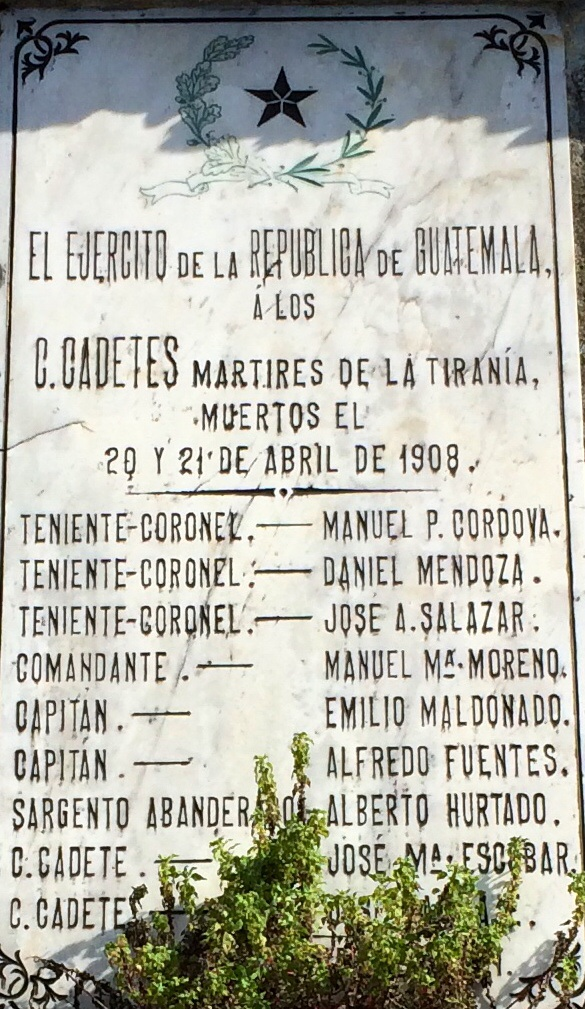
Tumba y monumento de los cadetes caídos tras el atentado del cadete Víctor Manuel Vega en contra de Estrada Cabrera. La tumba se encuentra en el Cementerio General de la Ciudad de Guatemala.

La recepción del ministro estadounidense ya no se realizó, mientras que telegráficamente se comunicó a toda la república de los acontecimientos.
Enfurecido, y a modo de escarmiento popular, Estrada Cabrera ordenó fusilar a prácticamente todos los sobrevivientes de la Compañía de Cadetes a la cual pertenecía Vega, excepto a dos integrantes, Rogelio Girón y Manuel Hurtarte, quienes fueron llevados a la penitenciaría central sin darles razón alguna.  Además, el presidente ordenó que la escuela militar fuera disuelta, el edificio demolido y que se regara sal sobre los cimientos. Numerosos objetos de la escuela militar fueron depositados en una bóveda de la Penitenciaría Central, a donde fueron enviados también muchos civiles y militares, incluyendo algunos generales allegados al presidente.
Nuevamente se publicaron extensas «manifestaciones de adhesión» para el «benemérito de la patria», los que compilaron en la obra El crimen del 20 y el pueblo guatemalteco de Fernando Somoza Vives.
Entre los encarcelados injustamente estuvo el gerente de la Cercevería de los Hermanos Castillo, el ciudadano José Azmitia, líder del partido conservador.  La policía del presidente Estrada Cabrera averiguó que en una casa de esquina de la 19 calle en el Centro Histórico de la Ciudad de Guatemala se habían reunido los cadetes conspiradores; esta casa era propiedad de los dueños de la cervecería para la que laboraba Azmitia.  Cuando fue llamado para que declarara que sus patronos habían alquilado dicha casa aún sabiendo que se la destinaba para reuniones de los revolucionarios, Azmitia no solamente se negó a acusarlos sino que se hizo responsable.  Por su desafío fue reducido a prisión en la Penitenciaría Central de Guatemala, y amenazado de que iban a darle de palos; pero Azmitia resistió el castigo. Tras recibir más de cien palos sin proferir una sola queja, fue llevado a una bartolina en la que depositaban los cadáveres de los opositores al gobierno.  Al día siguiente continuaron con el castigo, pero Azmitia nunca se quejó ni pidió clemencia.  Al darse cuenta de que los palos no hacían efecto en su persona, lo dejaron prisionero y le dijeron que sería libre cuando así lo solicitara; pero no lo hizo. Él mismo lavaba su ropa para que no llegaran manchadas de sangre a su casa.
Mientras estuvo en prisión murió su esposa, María Teresa Toriello;  Azmitia González pidió permiso para asistir al sepelio y el director de la Penitenciaría le consultó al presidente Estrada Cabrera al respecto. Éste le constestó que le concediera el permiso y que Azmitia no necesitaba escolta alguna ya bastaba con pedirle que diera su palabra de honor de que regresaría para que lo hiciera.  Y así se hizo: Azmitia González estuvo presente en el entierro, luego fue a su casa a atender algunos asuntos personales y a las once de la noche regresó a la Penitenciaría, en donde fue vapuleado a la hora reglamentada.
Durante su permanencia en la cárcel Azmitia asistió a suplicios que le mostraron lo terrible de la administración del presidente Estrada Cabrera.  Al fin, lo dejaron libre.  El presidente lo mandó a llamar al palacio del Ejecutivo y le dijo: «He comprendido que usted es inocente, don José, y respeto su entereza; vaya en paz.»  Al salir, los guardias le hicieron un saludo militar y un cuerpo de jóvenes cadetes, que quedaron libres el mismo día, lo acompañaron como una escolta hasta su casa.  Azmitia sería desde entonces un firme opositor al régimen cabrerista, y fue uno de los líderes del Partido Unionista que finalmente lo derrocó en abril de 1920.

### Manifiestos de adhesión
Como había ocurrido tras el atentado de La Bomba los ciudadanos se apresuraron a manifestar su adhesión al Benemétiro presidente y jefe del Partido Liberal.  La manifestaciones quedaron recogidas en la obra El crimen del 20 y el pueblo de Guatemala de Fernando Somoza Vives, publicada en 1908 y que tenía la siguiente dedicatoria: «La Mañana y su Redactor dedican este volumen, síntesis del afecto de un pueblo a su Gobernante, al gran Repúblico licendiado don Manuel Estrada Cabrera.»
A continuación se reproducen algunos de los mensajes publicados:
| Autor                         | Entidad               | Fecha               | Comentario |
| ----------------------------- | --------------------- | ------------------- | --- |
| Fernando Somoza Vivas         | La Mañana             | 21 de abril de 1908 | «Felicitamos a la República por la salvación de su prestigiado Jefe y a la madre amorosa por la salvación del amado hijo». |
| Fernando Somoza Vivas         | La Mañana             | 22 de abril de 1908 | «Con profunda pena, con dolor inmenso, [en los] corazones leales al hombre generoso, a quien sus [...] enemigos gratuitos no tienen más que echarle en cara una perpetua compasión para sus obsecados adversarios». |
| Fernando Somoza Vivas         | La Mañana             | 20 de abril de 1908 | «[Tras el ataque] volvió el rostro sereno al grupo de homicidas y entró al Ministerio de Relaciones Exteriores, donde después de enjugarse la preciosa sangre [...] comenzó a disponer lo conveniente [...] para la Nación, que felizmente permanece inalterable.» |
| Emilio Ubico                  | El Cronista           | 20 de abril de 1908 | «Se ha salvado felizmente de los asesinos, y la justicia clama venganza pidiendo que el peso de la ley caiga sobre los malvados. El Cronista se uno al sentimiento nacional, pidiendo rigor y más rigor con los desalmados asesinos y sus cómplices.» |
| El Guatemalteco               | El Guatemalteco       | 20 de abril de 1908 | «El pueblo entero ha condenado ese delito incalificable en que no se ve sino la mano misteriosa de alguien que quiere poner en práctica venganzas personales que la moral y el derecho no pueden admitir.» |
| Felipe Estrada Paniagua       | La Locomotora         | 20 de abril de 1908 | «Hierve en nuestro pecho la indignación, y grita en nuestros labios la protesta más enérgica y la maldición más tremenda.» |
| Asamblea Nacional Legislativa | Gobierno de Guatemala | 21 de abril de 1908 | «Señor Presidente: Guatemala entera, por nuestro medio, os presenta sin reticencias de ningun género con toda espontaneidad y con toda sinceridad también su incondicional y firme adhesión a vuestra causa y a vuestra persona, sus congratulaciones por haberos salvado providencialmente. [...] Dignaos de recibir con benevolencia, Señor Presidente, esta sencilla pero ingenua manifetación de simpatía y aprecio que individual y colectivamente vienen a haceros, en esta ocasión solemne, los Representantes del pueblo de Guatemala.» |
| Asamblea Nacional Legislativa | Gobierno de Guatemala | 24 de abril de 1908 | «Ninguna administración como la del Benemérito Presidente de la República Licenciado Manuel Estrada Cabrera, ha podido contar con legítimo orgullo, el triunfo de más espléndidos y trascendentales progresos y ninguna tampoco como ella ha tenido que vencer más grandes obstáculos desde las convulsiones de la naturalea hasta el desencadenamiento de la ira humana que engendró la envidia y la desatentada ambición en pechos miserables.»                                                                                               |

Por el mismo estilo continúan los mensajes provenientes de toda la República y de todas las dependencias estatales, algunos con más de dos mil firmas.